# Im Tae-kyung
Im Tae-Kyung (Hangul: 임태경; Hanja: 任兌卿 - Nhậm Đoái Khanh, sinh ngày 4 tháng 7 năm 1973), đôi khi được ghi là Lim Tae-kyung, Im Tae-kyeong, hoặc Lim Tae-kyeong, là một nam diễn viên nhạc kịch, diễn viên truyền hình và giọng nam cao người Hàn Quốc.

## Cuộc sống và sự nghiệp
Mẹ của Im Tae-Kyung là một ca sĩ nghiệp dư, anh lớn lên và nghe nhiều thể loại nhạc khác nhau. Anh học âm nhạc tại trường Yewon ở Seoul và tại Học viện Le Rosey ở Thụy Sĩ. Anh tốt nghiệp Học viện Bách khoa Worcester năm 1997, với chuyên ngành chính là kỹ thuật sản xuất và ngành phụ là âm nhạc. Nhưng sau khi tốt nghiệp, anh quyết định theo đuổi sự nghiệp âm nhạc.
Im Tae-Kyung được đào tạo dưới sự hướng dẫn của giọng nam cao Metropolitan Opera nổi tiếng Richard Cassilly trong một năm cho đến khi Cassilly đột ngột qua đời. Sau đó, Im Tae-Kyun trở lại trường để học lên tiến sĩ kỹ thuật. Tuy nhiên, sau khi cân nhắc kỹ lưỡng, anh đã quyết định trở lại với âm nhạc. Trong thời gian học đại học, anh cũng phải chữa trị bệnh bạch cầu.
Im Tae-Kyung gặp nữ diễn viên Park So-yeon khi hai người đóng vai chính trong vở nhạc kịch Roméo et Juliette. Họ bắt đầu hẹn hò ngay sau đó và kết hôn vào tháng 10 năm 2009. Cuộc hôn nhân kéo dài 8 tháng, cặp đôi ly hôn vào giữa năm 2010.

## Phát hành nhạc

### Album phòng thu
- 8 tháng 8 năm  2008, Sings The Classics?[5]
- 24 tháng 11 năm 2004, Sentimental Journey[6]

### EP
- 18 tháng 12 năm 2015, 순수의 시대 (Sunsu-ui sidae)[7]
- 5 tháng 3 năm 2014, All This Time[8]
- 13 tháng 8 năm 2012, 2012 Masterpiece Vol.1[9]

### Đĩa đơn
- 20 tháng 8 năm 2015, 그대의 계절 (Geudae-ui gyejeol)[10]

### Nhạc phim
- 14 tháng 3 năm 2010, The King of Legend OST, My Way; KBS1
- 30 tháng 10 năm 2007, Lobbyists OST, Fate, SBS[11]
- 2006, Jumong OST, First Time, MBC
- 2005, Lawyers OST, Destiny (옷깃) and Red Road, MBC[12]

## Sự nghiệp diễn xuất

### Phim truyền hình
| Năm  | Tựa đề               | Tựa đề tiếng Hàn | Kênh phát sóng | Vai diễn               | Ghi chú                      | Tham khảo |
| ---- | -------------------- | ---------------- | -------------- | ---------------------- | ---------------------------- | --------- |
| 2011 | Radio Star           | 라디오스타       | MBC            | Chính mình             | Vai khách mời (tập 209)      |           |
| 2018 | Video Star           | 비디오스타       | MBC Every 1    | Chính mình             | Vai khách mời (tập 83)       |           |
| 2018 | Misty                | 미스티           | jTBC           | Ha Myung Woo (Tù nhân) | Vai phụ                      | [ 13 ]    |
| 2019 | Happy Together       | 해피투게더       | KBS2           | Chính mình             | Vai khách mời (mùa 4, tập 4) |           |
| 2019 | Woman of 9.9 Billion | 99억의 여자      | KBS2           | Leon                   | Vai phụ                      | [ 14 ]    |

## Biểu diễn nhạc
- Rudolf (vai  Rudolf), 10 tháng 11 năm  2012 – 27 tháng 1 năm 2013[15]
- Mozart! (vai Mozart)[16]
  - 10 tháng 7 năm 2012– 4 tháng 8 năm 2012[17]
  - Tháng 5 - tháng 7 năm 2011
  - Tháng 1- tháng 2 2010
- Sopyonje, Tháng 8 đến tháng 11 2010
- Roméo et Juliette (vai Romeo)
  - Tháng 11 đến tháng 12 năm 2009
  - Tháng 7 đến tháng 8 năm 2009
- Hamlet- (vai Hamlet), Tháng 8 - tháng 10 năm 2008[18]
- Sweeney Todd (vai Sweeney Todd), Tháng 9 - tháng 10 năm 2007
- Jesus Christ Superstar (as Jesus Christ) 
  - Tháng 1 - tháng 2 năm 2007
  - Tháng 12 năm 2006
- Winter Sonata 겨울연가 (vai Kang Jun-sang)
  - 2006 (Sapporo, Osaka, Tokyo)
- Sword of Fire 불의 검 (vai Asa), Tháng 9 - tháng 10 năm 2005

## Giải thưởng
- Korea-Japan Youth Music Award, Grand Prix năm 1978[19]
- Music Excellence Award' 2 năm 1991,1992 (tại Le Rosey)
- Giải thưởng nhạc kịch tại Lễ trao giải Văn hóa và Giải trí Hàn Quốc lần thứ 25, năm 2017 (제25회 대한민국 문화연예대상)

## Biểu diễn tại Việt Nam
- Năm 2012, Im Tae-kyung tham gia làm ca sỹ khách mời trong show Và em sẽ hát... của ca sĩ Mỹ Linh diễn ra trong hai ngày 11-12/4 tại Cung Văn hóa Hà Nội[20]
- Năm 2005, Im Tae-kyung tham gia chương trình Việt Nam- Hàn Quốc Concert (A whole new world song ca cùng Mỹ Linh, Nhớ về Hà Nội)